# Lion aux aguets
Lion aux aguets est une huile sur panneau du peintre français Jean-Léon Gérôme réalisée vers 1885. Elle fait partie de la collection du Cleveland Museum of Art depuis 1945 grâce à un don de l’épouse de Frederick Gehring.
Il s’agit d’un des sujets préférés de l’artiste qui a réalisé de nombreuses toiles sur les félins, allant même jusqu’à en posséder un vrai. 
Le tableau de format horizontal mesure 72 × 101 cm. Il représente un lion sur un promontoire rocheux en surplomb regardant vers un paysage désertique. Le ciel bleu est sans nuages. Ce lion est en train de surveiller quelque chose qui se trouve hors cadre. 
La signature de l’artiste se trouve au milieu en bas sur la partie ombrée du rocher.
Il existe une esquisse dans une collection particulière qui mesure 28 × 31 cm. Il existe une autre toile du même nom dite aussi Lion sur la falaise qui mesure 25 × 33 cm.

## Galerie

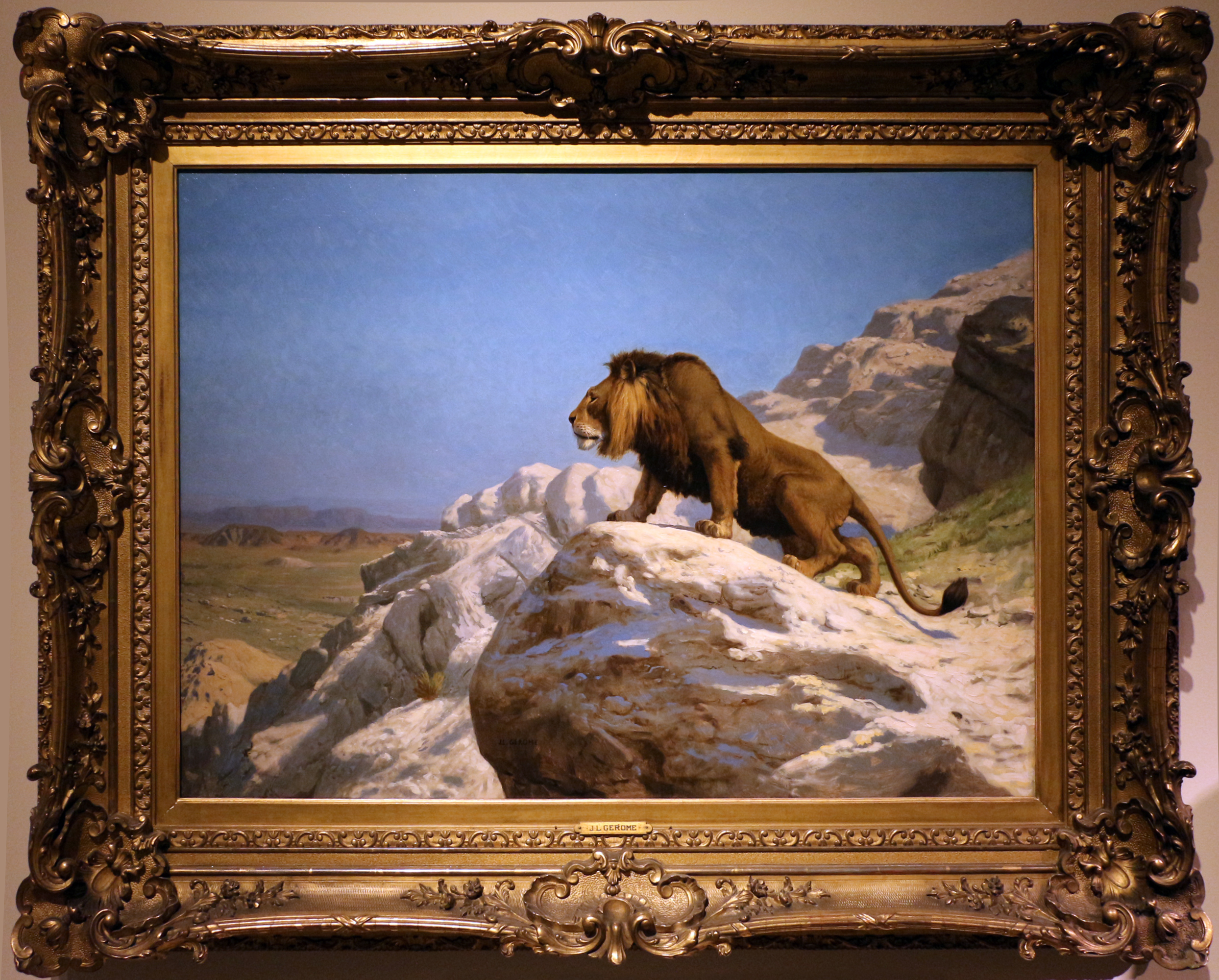
Lion aux aguets avec son encadrement.
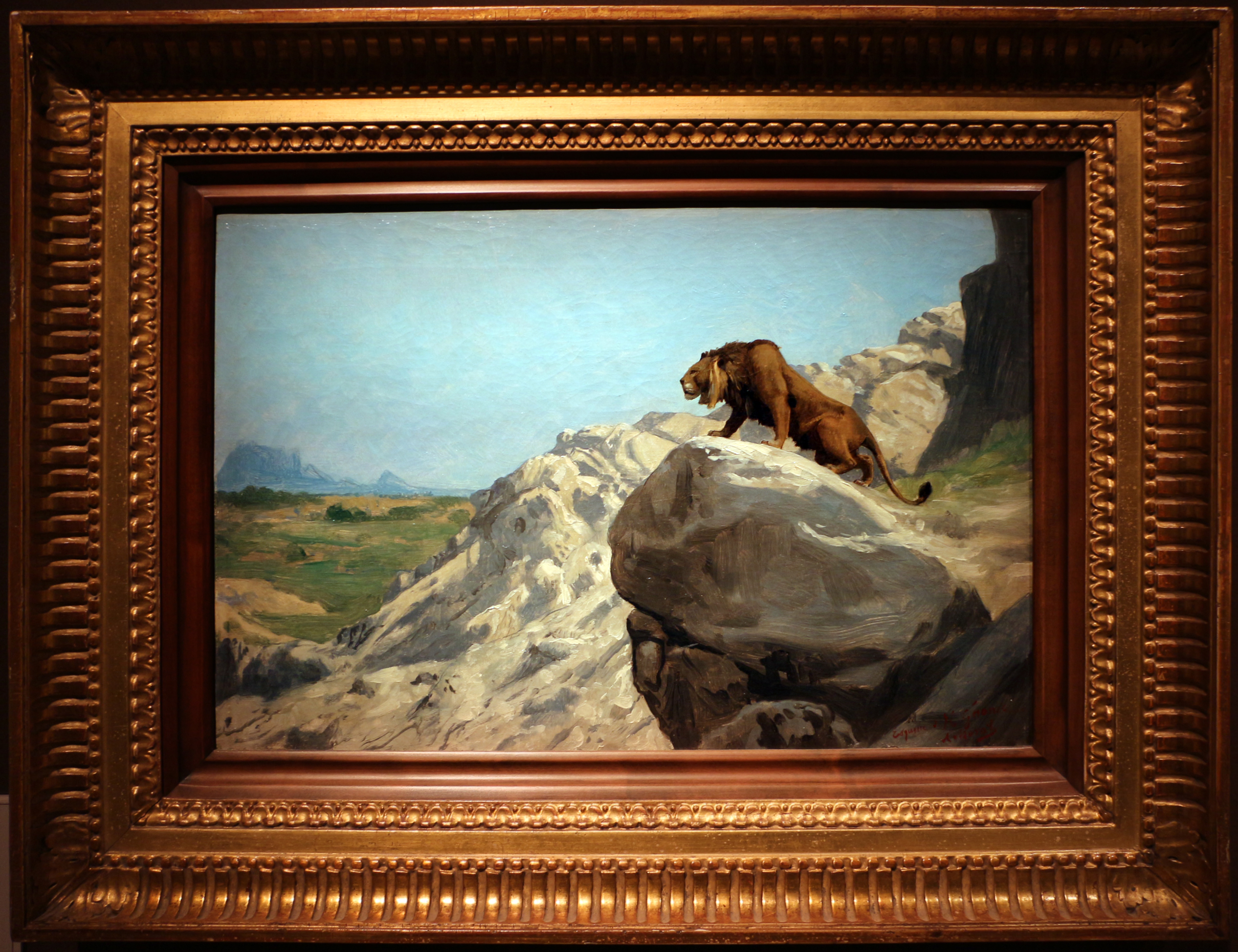
Esquisse de Lion aux aguets.
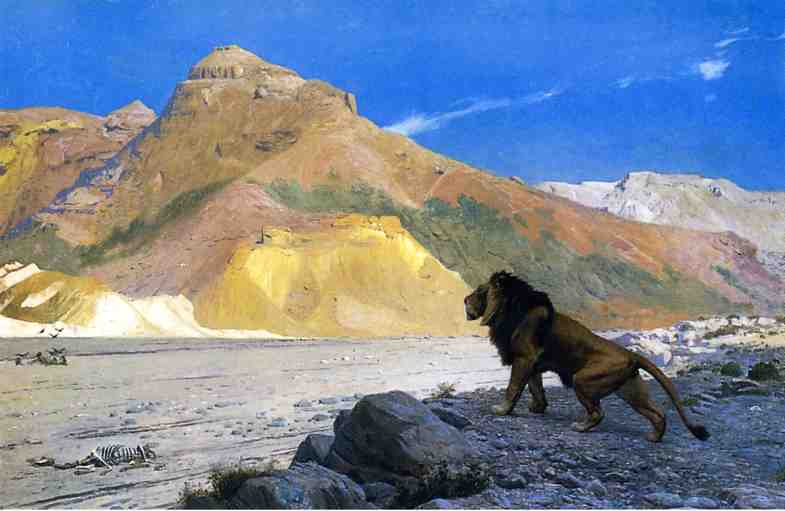
Lion sur la falaise.
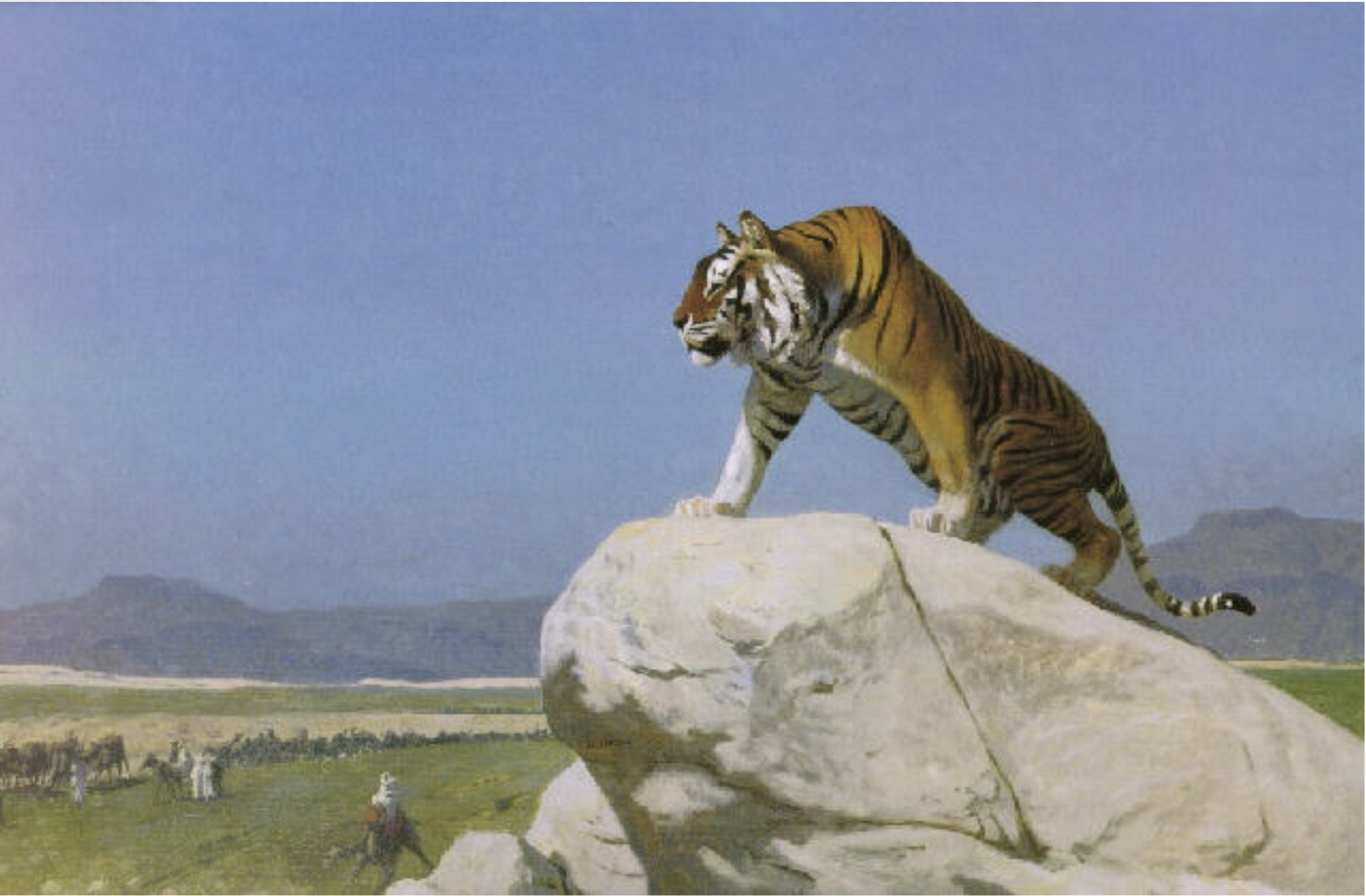
Tigre aux aguets.
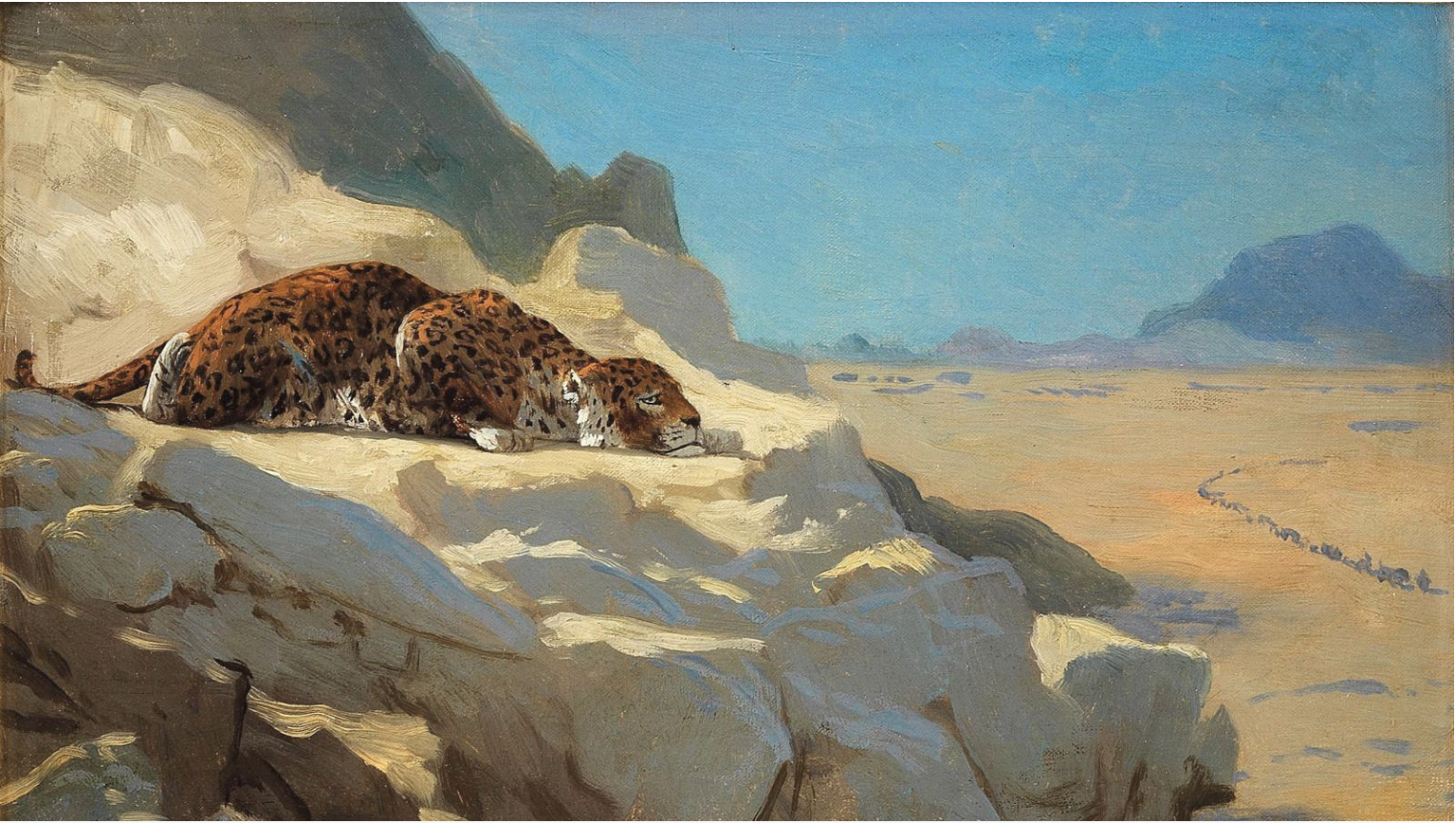
Léopard aux aguets.